# Deborah Reis
Deborah Reis Puyesky, teils auch als Débora Reis geführt, (* 29. Mai 1996) ist eine uruguayische Turnerin.
Die 1,50 Meter große Deborah Reis nahm mit der uruguayischen Mannschaft an den Südamerikaspielen 2010 in Medellín teil. Im Rahmen der Ehrungen der besten uruguayischen Sportler des Zeitraums 2009–2010 („Deportista del Año“) wurde sie am 28. März 2011 seitens des Comité Olímpico Uruguayo im Teatro Solís sowohl als bester Sportler des Jahres 2009 als auch als bester Sportler des Jahres 2010 in der Sparte „Turnen“ ausgezeichnet. 2011 trat sie bei den Panamerikameisterschaften in Mexiko an. Sie qualifizierte sich zwar theoretisch auch für die Panamerikanischen Spiele 2011 jenes Jahres in Guadalajara, war dort allerdings als erst 15-Jährige nicht startberechtigt. Bei der Copa Panamericana de Clubes im Jahr 2011 holte sie in der Sprung-Wertung die Bronzemedaille. Im „All Around“ erturnte sie den 6. Platz. 2012 gehörte sie zu den Preisträgern bei der 41. Ausgabe der Verleihung der Premios Charrúa im Hipódromo Nacional de Maroñas. Im Dezember 2013 war sie neben Cristhian Meneses einzige uruguayische Teilnehmerin bei den im Centro Cultural y Deportivo von Santiago de Chile ausgetragenen Südamerikameisterschaften. Im März 2014 ist sie Teil der uruguayischen Mannschaft bei den Südamerikaspielen 2014, die ebenfalls in Santiago de Chile stattfinden.